# Pseudometopides spinipennis
Pseudometopides spinipennis är en skalbaggsart som beskrevs av Stefan von Breuning 1936. Pseudometopides spinipennis ingår i släktet Pseudometopides och familjen långhorningar. Inga underarter finns listade i Catalogue of Life.